# Оброчешть
Оброчешть, Оброчешті (рум. Obrocești) — село у повіті Вилча в Румунії. Входить до складу комуни Строєшть.
Село розташоване на відстані 186 км на північний захід від Бухареста, 34 км на захід від Римніку-Вилчі, 86 км на північ від Крайови, 144 км на південний захід від Брашова.

## Населення
За даними перепису населення 2002 року у селі проживали 398 осіб, усі — румуни. Усі жителі села рідною мовою назвали румунську.